# 上出長次郎
上出 長次郎（かみで ちょうじろう、1863年10月12日（文久3年 8月30日）- 1917年（大正6年）3月13日）は、明治から大正期の実業家、政治家。衆議院議員、石川県江沼郡動橋村長。

## 経歴
加賀国江沼郡動橋村（石川県江沼郡動橋村字動橋、動橋町を経て現加賀市動橋町）で生まれた。製油業を営む。石川県農工銀行取締役に在任。
動橋村長、江沼郡会議員を務めた。1897年（明治30年）6月、石川県会議員に当選したが、同年12月に失職した。
1908年（明治41年）5月、第10回衆議院議員総選挙（石川県郡部、立憲政友会）で当選し、衆議院議員に1期在任。1909年（明治42年）6月1日、衆議院議員選挙法違反事件の判決により当選が無効となった。